# 汤蒂因
汤蒂因（1916年—1988年），江苏吴县人，中华人民共和国政治人物。
担任绿宝金笔厂股份有限公司总经理。1954年，当选第一届全国人民代表大会代表。